# Derby nordorientale
Il derby nordorientale (Severovzhodni derbi) è un derby tra il NK Maribor e il NK Mura. Oggi la continuazione della rivalità è considerata da alcuni perpetuarsi nei derby tra il NK Maribor e il ND Mura 05, fondato nel 2005, che si considera, insieme ai tifosi del vecchio Mura, la continuazione del club fallito nel 2004.

## Storia

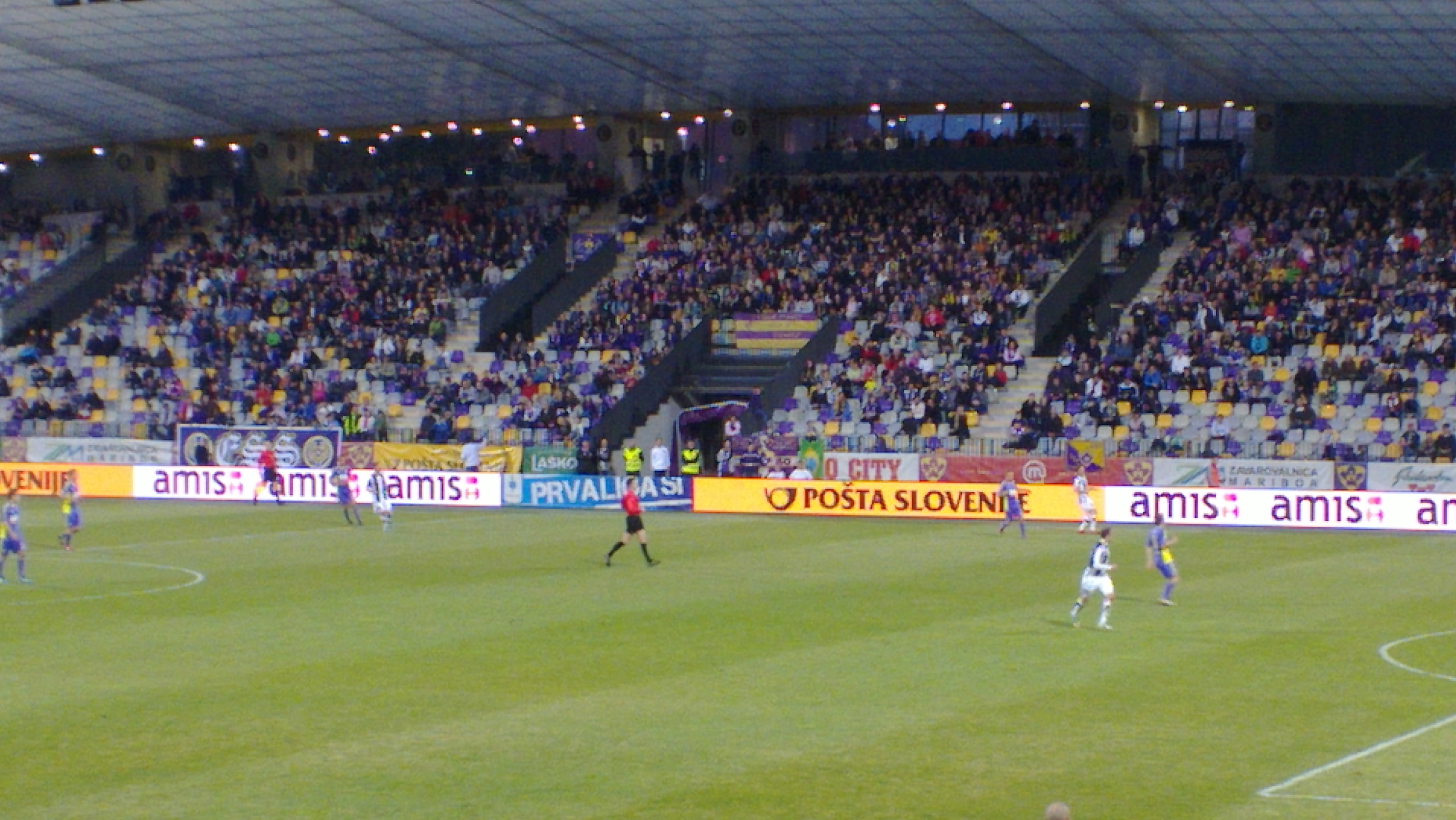
Maribor contro il Mura 05

L'altra grande rivalità del club è contro il Mura di Murska Sobota. In modo similare all'Olimpija, anche il Mura fallì nel 2004 e oggi la rivalità si perpetua negli incontri tra il Maribor e il Mura 05, fondato nel 2005, che si considera la continuazione del club fallito nel 2004. Gli incontri tra i due club vennero disputati per la prima volta nel 1967 ai tempi della Jugoslavia. Sebbene il primo incontro fu disputato nei tardi anni sessanta, fu solo a partire dall'indipendenza della Slovenia nel 1991 che la maggioranza degli incontri vennero disputati. Prima della fondazione della 1. SNL nel 1991 entrambe le squadre hanno giocato insieme in massima serie e la rivalità divenne apparente solo dopo l'indipendenza della Slovenia, quando entrambe le squadre erano tra le maggiori squadre del neocostituito campionato nazionale. Il Mura proviene dalla piccola città rurale di Murska Sobota nella Slovenia orientale che è il centro della regione più arretrata della nazione, Prekmurje. Prekmurje fu, per circa un millennio, parte del Regno di Ungheria, a differenza di altre terre slovene. Mantiene quindi certe caratteristiche linguistiche, culturali e religiose che la differenziano da altre regioni slovene. Il fiume Mura, che separa la regione di Maribor da quella di Mura, quindi non è una barriera solo naturale, ma anche politica. Durante gli anni 1990s e inizio 2000 i due club erano tra i club più vittoriosi e popolari della Slovenia orientale. La rivalità raggiunse il suo picco nella stagione 2003–04 quando il Mura ospitò il Maribor capolista nell'ultima giornata di campionato, battendolo per 2–1 e impedendogli di vincere il titolo (il Maribor fu scavalcato da due squadre e chiuse terzo).
Il Mura ha anche un gruppo di ultras, i Black Gringos. Statisticamente, entrambe le squadre sono tra le squadre più tifate della Slovenia. Il fatto che il Prekmurje è una delle regioni più piccole e meno popolate della Slovenia ha fatto etichettare i fan del Mura come uno dei più fedeli alla squadra nella nazione. Persino quando militava nelle serie minori del calcio sloveno, il Mura 05 aveva una media spettatori persino superiore a quella della maggior parte delle squadre di massima serie. Statisticamente, il Maribor è il club con maggiori successi nei derby con il Mura, considerando sia il periodo 1967-2005, che l'intero periodo dal 1967 a oggi.

## Statistiche ufficiali
Tra il Maribor e il NK Mura
| Maggiori trofei vinti  | Maggiori trofei vinti | Maggiori trofei vinti |
| Competizione           | Maribor               | Mura                  |
| ---------------------- | --------------------- | --------------------- |
| 1.SNL                  | 7                     | 0                     |
| Coppa di Slovenia      | 5                     | 1                     |
| Supercoppa di Slovenia | 0                     | 0                     |
| Totale                 | 12                    | 1                     |

Tra il NK Maribor e il ND Mura 05.
| Maggiori trofei vinti  | Maggiori trofei vinti | Maggiori trofei vinti |
| Competizione           | Maribor               | Mura                  |
| ---------------------- | --------------------- | --------------------- |
| 1.SNL                  | 10                    | 0                     |
| Coppa di Slovenia      | 7                     | 0                     |
| Supercoppa di Slovenia | 2                     | 0                     |
| Totale                 | 19                    | 0                     |

## Partite

### Campionato jugoslavo
|          | Maribor – Mura | Maribor – Mura | Maribor – Mura | Maribor – Mura | Maribor – Mura | Mura – Maribor | Mura – Maribor | Mura – Maribor | Mura – Maribor | Mura – Maribor |
| -------- | -------------- | -------------- | -------------- | -------------- | -------------- | -------------- | -------------- | -------------- | -------------- | -------------- |
| Stagione | R.             | Data           | Stadio         | Spett.         | Ris.           | R.             | Data           | Stadio         | Spett.         | Ris.           |
| 1972-731 | 5              | 10–09–1972     | Ljudski vrt    | 3.000          | 3–0            | 22             | 01–04–1973     | Fazanerija     | 3.500          | 0–2            |
| 1973-741 | 34             | 09–06–1974     | Ljudski vrt    | 4.000          | 3–0            | 17             | 09–12–1973     | Fazanerija     | 2.500          | 0–3            |
| 1975-762 | 8              | 12–10–1975     | Ljudski vrt    | 2.000          | 3–1            | 21             | 16–05–1976     | Fazanerija     | 1.000          | 2–3            |
| 1981-822 | 12             | 15–11–1981     | Ljudski vrt    | 2.000          | 1–1            | 24             | 29–05–1982     | Fazanerija     | 1.500          | 0–0            |
| 1983-842 | 13             | 20–11–1983     | Ljudski vrt    | 500            | 3–1            | 26             | 17–06–1984     | Fazanerija     | 1.000          | 1–2            |
| 1985-862 | 1              | 25–08–1985     | Ljudski vrt    | 600            | 2–0            | 14             | 06–04–1986     | Fazanerija     | 1.500          | 2–1            |
| 1987-882 | 14             | 20–03–1988     | Ljudski vrt    | 800            | 0–0            | 1              | 23–08–1987     | Fazanerija     | 800            | 1–2            |

1Campionato cadetto jugoslavo; 2Terza serie jugoslava; Fonte: dati d'archivio su nkmaribor.com

- Totale: Maribor 10 vittorie (71.5%), 3 pareggi (21.5%), Mura 1 vittoria (7%).

### Campionato sloveno
Tra NK Maribor e NK Mura.
|           | Maribor – Mura | Maribor – Mura | Maribor – Mura | Maribor – Mura | Maribor – Mura | Mura – Maribor | Mura – Maribor | Mura – Maribor | Mura – Maribor | Mura – Maribor |
| --------- | -------------- | -------------- | -------------- | -------------- | -------------- | -------------- | -------------- | -------------- | -------------- | -------------- |
| Stagione  | R.             | Data           | Stadio         | Spett.         | Ris.           | R.             | Data           | Stadio         | Spett.         | Ris.           |
| 1991–92   | 9              | 25–09–1991     | Ljudski vrt    | 1.000          | 2–0            | 30             | 15–04–1992     | Fazanerija     | 2.000          | 1–2            |
| 1992–93   | 30             | 23–05–1993     | Ljudski vrt    | 7.000          | 2–0            | 13             | 31–10–1992     | Fazanerija     | 2.500          | 2–0            |
| 1993–94   | 9              | 16–10–1993     | Ljudski vrt    | 3.500          | 0–0            | 24             | 01–05–1994     | Fazanerija     | 4.000          | 1–1            |
| 1994–95   | 5              | 11–09–1994     | Ljudski vrt    | 6.000          | 1–0            | 20             | 25–03–1995     | Fazanerija     | 4.000          | 0–0            |
| 1995–96   | 2              | 05–08–1995     | Ljudski vrt    | 5.500          | 1–2            | 12             | 15–10–1995     | Fazanerija     | 2.000          | 1–0            |
| 1995–96   | 30             | 01–05–1996     | Ljudski vrt    | 3.000          | 1–1            | 20             | 03–03–1996     | Fazanerija     | 3.000          | 1–0            |
| 1996–97   | 13             | 19–10–1996     | Ljudski vrt    | 5.000          | 1–1            | 3              | 17–08–1996     | Fazanerija     | 3.500          | 1–1            |
| 1996–97   | 21             | 15–03–1997     | Ljudski vrt    | 4.700          | 0–1            | 31             | 01–03–1997     | Fazanerija     | 4.000          | 1–1            |
| 1997–98   | 15             | 09–11–1997     | Ljudski vrt    | 1.500          | 1–3            | 5              | 23–08–1997     | Fazanerija     | 4.000          | 1–0            |
| 1997–98   | 23             | 28–03–1998     | Ljudski vrt    | 7.000          | 2–1            | 33             | 24–05–1998     | Fazanerija     | 5.000          | 0–0            |
| 1998–99   | 10             | 18–10–1998     | Ljudski vrt    | 4.000          | 4–1            | 21             | 03–04–1999     | Fazanerija     | 4.500          | 1–0            |
| 1998–99   |                |                |                |                |                | 32             | 30–05–1999     | Fazanerija     | 2.500          | 0–2            |
| 1999–2000 | 21             | 20–03–2000     | Ljudski vrt    | 3.000          | 3–1            | 10             | 15–10–1999     | Fazanerija     | 3.000          | 2–2            |
| 1999–2000 |                |                |                |                |                | 24             | 05–04–2000     | Fazanerija     | 1.500          | 1–3            |
| 2000–01   | 9              | 20–09–2000     | Ljudski vrt    | 2.500          | 2–1            | 20             | 11–03–2001     | Fazanerija     | 5.000          | 1–1            |
| 2000–01   | 25             | 14–04–2001     | Ljudski vrt    | 5.400          | 4–1            |                |                |                |                |                |
| 2001–02   | 8              | 15–09–2001     | Ljudski vrt    | 2.500          | 0–1            | 19             | 01–12–2001     | Fazanerija     | 2.500          | 1–0            |
| 2001–02   | 29             | 13-04-2002     | Ljudski vrt    | 4.000          | 2–0            |                |                |                |                |                |
| 2002–03   | 18             | 30–11–2002     | Šmartno (N)    | 500            | 0–0            | 7              | 01–09–2002     | Fazanerija     | 4.000          | 0–0            |
| 2002–03   | 25             | 19–04–2003     | Ljudski vrt    | 2.000          | 4–2            |                |                |                |                |                |
| 2003–04   | 11             | 05–10–2003     | Ljudski vrt    | 4.000          | 3–3            | 22             | 04–04–2004     | Fazanerija     | 4.500          | 1–2            |
| 2003–04   | 27             | 02–05–2004     | Ljudski vrt    | 4.000          | 1–0            | 32             | 30–05–2004     | Fazanerija     | 4.500          | 2–1            |
| 2004–05   | 1              | 01–08–2004     | Ljudski vrt    | 3.000          | 1–1            | 12             | 24–10–2004     | Fazanerija     | 3.000          | 2–3            |
| 2004–05   | 30             | 21–05–2005     | Ljudski vrt    | 500            | 2–0            | 25             | 16–04–2005     | Fazanerija     | 1.800          | 1–3            |
| 2011–121  | 6              | 21–08–2011     | Ljudski vrt    | 3.500          | 6–0            | 15             | 23–10–2011     | Fazanerija     | 5.000          | 1–3            |
| 2011–121  | 24             | 17–03–2012     | Ljudski vrt    | 4.000          | 3–1            | 33             | 06–05–2012     | Fazanerija     | 3.700          | 1–3            |
| 2012–131  |                |                |                |                |                | 3              | 29–07–2012     | Fazanerija     | 2.400          | 1–3            |

1ND Mura 05 fondato nel 2005.
Fonte: dati di archive su prvaliga.si and rtvslo.si

- Totale: Maribor 23 vittorie (48%), 14 pareggi (29%), Mura 11 vittorie (23%).

### Coppe di Jugoslavia
| Stagione | Turno    | And/Rit | Data       | Stadio      | Spettatori | Match   | Ris. | Vincitore |
| 1967–68  | 1º Turno |         | 21–09–1967 | Ljudski vrt | 1.000      | MB – MU | 6–1  | MB        |
| 1968–69  | N/A      |         | 24–10–1968 | Ljudski vrt | 500        | MB – MU | 3–2  | MB        |
| 1969–70  | 2º Turno |         | 02–10–1969 | Fazanerija  | 800        | MU – MB | 0–4  | MB        |
| 1970–71  | 2º Turno |         | 08–10–1970 | Ljudski vrt | 1.000      | MB – MU | 2–1  | MB        |
| 1971–72  | 2º Turno |         | 16–09–1971 | Ljudski vrt | 600        | MB – MU | 2–0  | MB        |
| 1972–73  | 1º Turno |         | 21–09–1972 | Ljudski vrt | 500        | MB – MU | 2–1  | MB        |
| 1972–73  | N/A      |         | 27–06–1973 | Ljudski vrt | 500        | MB – MU | 2–0  | MB        |
| 1972–73  | N/A      |         | 05–08–1973 | Fazanerija  | 3.000      | MU – MB | 1–4  | MB        |

Fonte: dati di archivio su nkmaribor.com

- Serie vinte: Maribor 8 (100%), Mura 0 (0%).

### Coppa di Slovenia
| Stagione | Turno      | And/Rit | Data       | Stadio      | Spettatori | Match   | Ris. | Vincitore |
| 1993-94  | Finale     | And.    | 08–06–1994 | Fazanerija  | 6.000      | MU – MB | 1–0  | MB        |
| 1993-94  | Finale     | Rit.    | 15–06–1994 | Ljudski vrt | 10.000     | MB – MU | 3–1  | MB        |
| 1997-98  | Quarti     | And.    | 22–10–1997 | Fazanerija  | 1.500      | MU – MB | 5–0  | MU        |
| 1997-98  | Quarti     | Rit.    | 05–11–1997 | Ljudski vrt | 1.500      | MB – MU | 1–0  | MU        |
| 1998-99  | Semifinali | And.    | 07–04–1999 | Ljudski vrt | 2.500      | MB – MU | 3–1  | MB        |
| 1998-99  | Semifinali | Rit.    | 14–04–1999 | Fazanerija  | 1.500      | MU – MB | 1–2  | MB        |
| 2004-05  | Quarti     |         | 27–10–2004 | Ljudski vrt | 1.700      | MB – MU | 2–0  | MB        |
| 2008-091 | Ottavi     |         | 17–09–2008 | Fazanerija  | 2.700      | MU – MB | 1–3  | MB        |

1ND Mura 05 fondato nel 2005. Fonte: dati d'archivio su nkmaribor.com e nzs.si

- Serie vinte: Maribor 4 (80%), Mura 1 (20%).

## Testa a testa

### Statistiche
|                        | Vittorie del Maribor | Pareggi | Vittorie del Mura |
| ---------------------- | -------------------- | ------- | ----------------- |
| 1.SNL                  |                      |         |                   |
| In casa del Maribor    | 14                   | 5       | 4                 |
| In casa del Mura       | 9                    | 8       | 7                 |
| In campo neutro        | 0                    | 1       | 0                 |
| Totale                 | 23                   | 14      | 11                |
| Coppa di Slovenia      |                      |         |                   |
| In casa del Maribor    | 4                    | 0       | 0                 |
| In casa del Mura       | 2                    | 0       | 2                 |
| In campo neutro        | 0                    | 0       | 0                 |
| Totale                 | 6                    | 0       | 2                 |
| Supercoppa di Slovenia |                      |         |                   |
| In casa del Maribor    | 0                    | 0       | 0                 |
| In casa del Mura       | 0                    | 0       | 0                 |
| Totale                 | 0                    | 0       | 0                 |
| Totale                 |                      |         |                   |
| 56                     | 29                   | 14      | 13                |

### Posizioni
| P. | 72–731 | 73–741 | 75–762 | 81–822 | 83–842 | 85–862 | 87–882 | 91–92 | 92–93 | 93–94 | 94–95 | 95–96 | 96–97 | 97–98 | 98–99 | 99–00 | 00–01 | 01–02 | 02–03 | 03–04 | 04–05 |
| -- | ------ | ------ | ------ | ------ | ------ | ------ | ------ | ----- | ----- | ----- | ----- | ----- | ----- | ----- | ----- | ----- | ----- | ----- | ----- | ----- | ----- |
| 1  |        |        | 1      | 1      | 1      | 1      |        |       |       |       |       |       | 1     | 1     | 1     | 1     | 1     | 1     | 1     |       |       |
| 2  | 2      |        |        |        |        |        | 2      | 2     | 2     | 2     | 2     |       |       | 2     |       |       |       |       |       |       |       |
| 3  |        |        |        | 3      |        |        |        |       | 3     | 3     |       | 3     |       |       |       |       |       |       |       | 3     |       |
| 4  |        |        |        |        |        |        |        |       |       |       | 4     | 4     |       |       | 4     |       | 4     |       |       |       |       |
| 5  |        |        | 5      |        |        |        |        |       |       |       |       |       |       |       |       |       |       |       |       | 5     |       |
| 6  | 6      |        |        |        |        | 6      |        |       |       |       |       |       |       |       |       |       |       |       |       |       |       |
| 7  |        |        |        |        | 7      |        |        | 7     |       |       |       |       | 7     |       |       |       |       | 7     |       |       | 7     |
| 8  |        |        |        |        |        |        | 8      |       |       |       |       |       |       |       |       |       |       |       |       |       | 8     |
| 9  |        |        |        |        |        |        |        |       |       |       |       |       |       |       |       |       |       |       | 9     |       |       |
| 10 |        |        |        |        |        |        |        |       |       |       |       |       |       |       |       | 10    |       |       |       |       |       |
| 11 |        |        |        |        |        |        |        |       |       |       |       |       |       |       |       |       |       |       |       |       |       |
| 12 |        |        |        |        |        |        |        |       |       |       |       |       |       |       |       |       |       |       |       |       |       |
| 13 |        | 13     |        |        |        |        |        |       |       |       |       |       |       |       |       |       |       |       |       |       |       |
| 14 |        |        |        |        |        |        |        |       |       |       |       |       |       |       |       |       |       |       |       |       |       |
| 15 |        |        |        |        |        |        |        |       |       |       |       |       |       |       |       |       |       |       |       |       |       |
| 16 |        |        |        |        |        |        |        |       |       |       |       |       |       |       |       |       |       |       |       |       |       |
| 17 |        | 17     |        |        |        |        |        |       |       |       |       |       |       |       |       |       |       |       |       |       |       |
| 18 |        |        |        |        |        |        |        |       |       |       |       |       |       |       |       |       |       |       |       |       |       |
| 19 |        |        |        |        |        |        |        |       |       |       |       |       |       |       |       |       |       |       |       |       |       |
| 20 |        |        |        |        |        |        |        |       |       |       |       |       |       |       |       |       |       |       |       |       |       |
| 21 |        |        |        |        |        |        |        |       |       |       |       |       |       |       |       |       |       |       |       |       |       |

1Campionato cadetto jugoslavo; 2Terza serie jugoslava;

- Totale: Maribor 19 volte in posizione migliore (90.5%), Mura 2 volte in posizione migliore (9.5%).